# 瓊州府城
琼州府城位于海南省海口市琼山区府城街道，建于北宋开宝五年（972年），明代进行了大规模的修筑及扩建。原城墙长4100多米，高9米多，宽6米多，设东、西、南三座城门及四座角楼，有子城、月城、护城河。琼州府城是中国历史上最南端的府城，是古代海南的政治、文化、军事中心。

## 城门
东门
东门位于东门里，原称“朝阳门”，后改为“永泰门”，现存遗址。
南门
南门叫“靖南门”，位于鼓楼街，已拆除。
西门
西门叫“顺化门”，位于忠介路草牙巷，现存遗址。
小西门
已拆除。
望海楼
府城不设北门，但建了城墙楼，叫“望海楼”。